# San Pedro Soloma
San Pedro Soloma est une ville du Guatemala dans le département de Huehuetenango.